# Epirhyssa insolita
Epirhyssa insolita là một loài tò vò trong họ Ichneumonidae.